# Port Royal

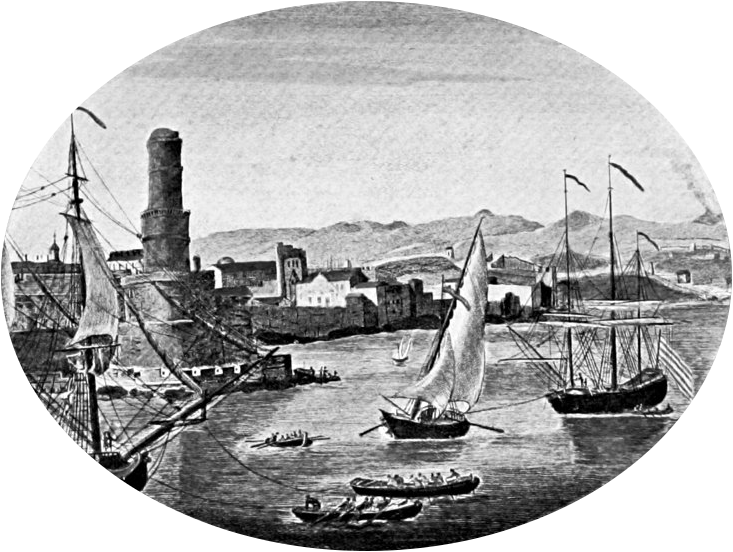
Ilustração de Port Royal

Port Royal ou Port Royale como era chamada na época em que a cidade estava em domínio dos espanhóis (Porto Real, na sua forma portuguesa), era o centro de navegação e de comércio na Jamaica até ao sismo de 7 de junho de 1692 ter destruído a cidade quase completamente, fazendo dois terços da cidade afundar no mar caribenho. Desse modo, a cidade ficou a comando de Kingston.
Situada no extremo oeste do banco de areia de Palisadoes, Port Royal ganhou a reputação no século XVII de "cidade mais rica" e "cidade mais perversa" do mundo. A cidade era notável pela sua rica economia e falta de valores morais, além de ser um lugar convencional para os piratas trazerem e gastarem seus tesouros. Após o sismo de 7 de junho de 1692, muitos acreditaram que este havia sido um "Ato Divino" pela fama da cidade de pecadora. Durante o século XVII, o Reino Unido ativamente encorajava e até pagava bucaneiros situados em Port Royal para atacar navios franceses e espanhóis.  Entre o período de conquista da Jamaica pelo Reino Unido e o sismo de 1692, Port Royal foi a capital da Jamaica, sucedida por Spanish Town e posteriormente por Kingston.
Em 7 de junho de 1692, um devastador sismo atingiu a cidade deslocando a areia sobre a qual a cidade havia sido construída. Um tsunami em seguida pôs a cidade definitivamente sob as águas. Mesmo assim, alguns arqueólogos acharam alguns sítios intactos. O terremoto e a tsunami combinados mataram entre 1 000 e 3 000 pessoas, mais de metade da população.
Houve tentativas de reconstrução da cidade, começando com o terço da cidade que não havia afundado, mas essas tentativas foram abaladas por diversos desastres. A primeira tentativa de reconstrução da cidade foi um desastre devido a um incêndio em 1704. As tentativas seguintes foram paradas devido a furacões e logo Kingston superou Port Royal em importância.
Um devastador sismo em 14 de janeiro de 1907 destruiu quase toda a cidade que fora reconstruída até então. Hoje a área é uma sombra de sua forma original com 2 000 habitantes com importância política e econômica quase nula. O lugar é visitado por turistas mas está atualmente em estado de abandono. O governo jamaicano decidiu recentemente investir na região devido à importância histórica e turística do lugar.

## Piratas em Port Royal
Port Royal, localizada na rota de navegação entre a Espanha e o Panamá, oferecia outro porto seguro para os piratas. Clamada originalmente pela Espanha, a Inglaterra adquiriu a cidade em 1655. Em 1659, duzentas casas, lojas e armazéns cercavam o forte. Mas a medida que os ingleses não mandavam guardas e dinheiro para a defesa do lugar, o governo jamaicano recorreu aos piratas para defender a cidade das invasões francesas e espanholas.
Os bucaneiros consideraram a cidade ideal por diversas razões. A sua proximidade com as rotas de comércio lhes oferecia acesso rápido a saques. O porto era grande o suficiente para atracarem seus navios e oferecia um lugar para construção e reparos de embarcações. A localização também era ideal para lançar ataques em colônias espanholas. De Port Royal, Henry Morgan atacou o Panamá, Portobello e Maracaibo. Bartholomew Roberts, Roche ou Roque Brasiliano, John Davis e Edward Mansveldt (Mansfield) também vieram de Port Royal.
Na década de 1660, a cidade ganhou a reputação de Sodoma do Novo Mundo, onde a maioria dos habitantes eram piratas, promotores de jogos de azar ou prostitutas. Quando Charles Leslie escreveu sobre a história da Jamaica, eles fez a seguinte descrição dos piratas de Port Royal:
Vinho e mulheres sugavam suas economias a tal ponto que alguns viravam mendigos. Há relatos de que gastavam de 2 a 3 mil peças de ouro em uma noite; há quem gastasse 500 para ver uma mulher que lhes interessava nua. Eles tinham o costume de colocar copos com vinho nas ruas e obrigarem todos que passassem a tomar.
Port Royal cresceu para ser um dos dois maiores e mais economicamente importantes portos das colônias inglesas. No ápice de sua popularidade, a cidade tinha um bar para cada 10 habitantes. Em Julho de 1661, a cidade liberou 40 novas licenças permitindo a abertura de tabernas. Durante um período de 20 anos que acabou em 1692, aproximadamente 6 500 pessoas viveram em Port Royal. E além das prostitutas e dos piratas, havia quatro moldadores de moedas, 44 taverneiros e uma variedade de artesãos e mercadores que viviam em 200 construções espalhadas em 51 acres (206 000 m²) de território britânico. 213 navios visitaram o porto em 1688. A economia da cidade era tão farta que moedas eram o pagamento favorito, deixando para trás o escambo e troca por serviços típicos do novo mundo.
Após Henry Morgan ser nomeado para governar o lugar, Port Royal começou a mudar. Piratas não precisavam mais defender a cidade. O comércio de escravos começou a se tornar mais importante. Além do mais, alguns cidadãos não gostavam da reputação da cidade. Em 1687, a Jamaica sancionou leis anti-pirataria. Ao invés de um refúgio para os piratas, Port Royal se tornou um lugar de execuções. As forcas chamaram muitos à morte, incluindo Charles Vane e o famoso pirata Calico Jack, que foi enforcado em 1720. Dois anos depois, 41 piratas encontraram a morte em um mês.

## Marinha britânica
Uma nova cidade de Port Royal foi construída próxima à velha Port Royal e se tornou um importante posto da marinha britânica no mar caribenho. Isso foi em 1692